# Soporte técnico

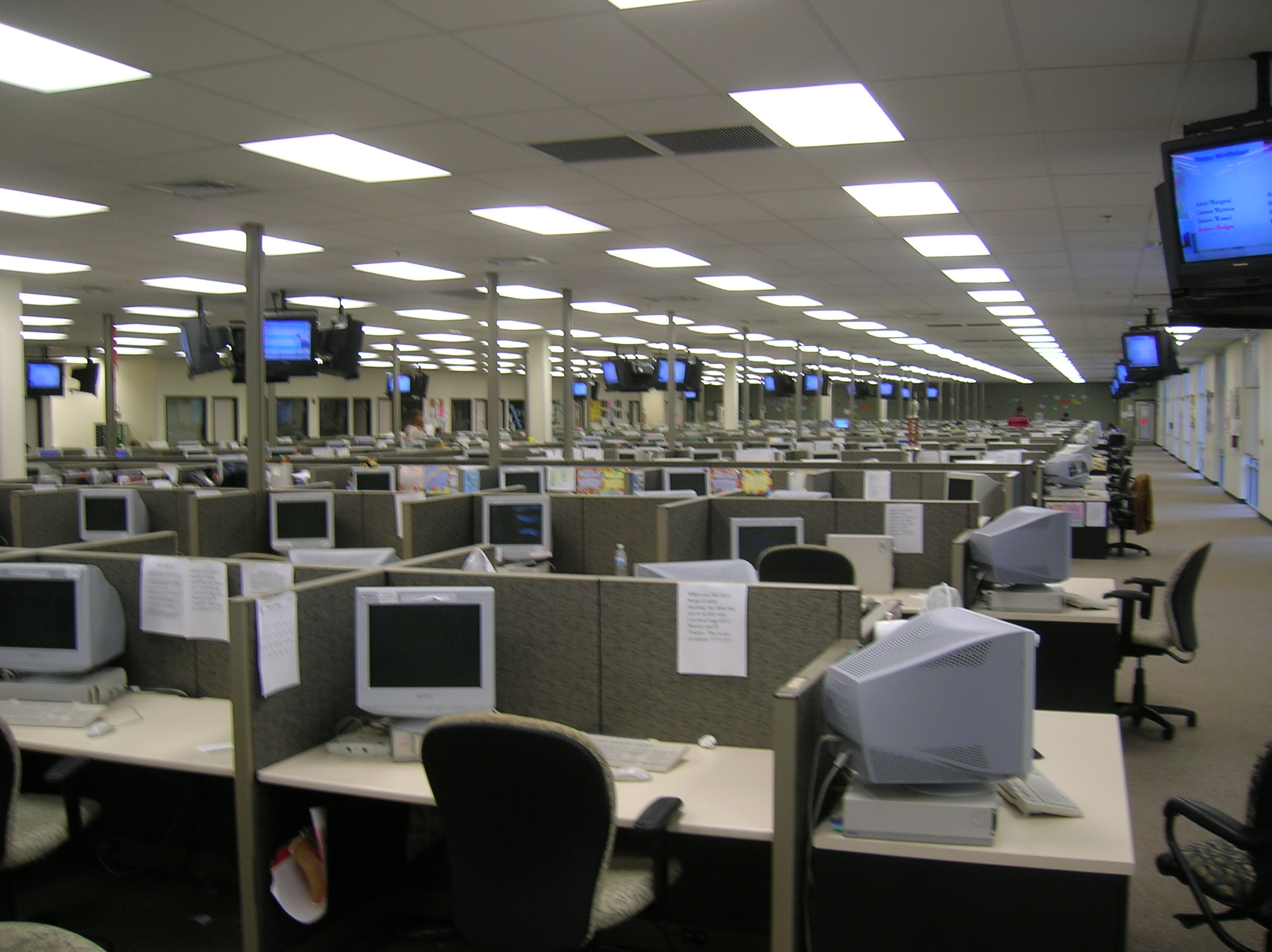
Un centro de llamadas en Lakeland, Florida.

La asistencia técnica o apoyo técnico es brindada por las compañías para que sus clientes puedan hacer uso de sus productos o servicios de la manera en que fueron puestos a la venta. La finalidad de la asistencia técnica es ayudar a los usuarios para que puedan resolver ciertos problemas.
Por lo general, las empresas de informática cuentan con soporte técnico a disposición de sus usuarios. La atención se brinda por teléfono, a través de Internet o, en algunos casos, mediante visitas del personal al domicilio del cliente. El soporte técnico puede contribuir a resolver a distancia un error de programación en un software o una instalación defectuosa de un hardware, por citar dos posibilidades.
Es importante destacar que, por lo general, la atención que se brinda a través del soporte técnico no suele incluir la capacitación o la formación del usuario. Esto quiere decir que, si la persona se comunica con el soporte técnico porque no sabe utilizar el servicio, lo más probable es que el empleado que la atiende la derive a otro sector y no la instruya. Por eso, muchas compañías cuentan con dos áreas diferentes: por un lado el soporte técnico, y por otro el sector de capacitación.

## Tipos de asistencia
La asistencia técnica se puede dar por distintos medios, incluyendo el correo electrónico, chat, software de aplicación, faxes y técnicos, aunque los más comunes son el telefónico y el presencial (en sitio). En los últimos años hay una tendencia a la prestación de asistencia técnica remota, donde un técnico se conecta al ordenador mediante una aplicación de conexión remota que cuenta con la capacidad de almacenar muchos trabajos de memoria.

## Niveles de asistencia
Cuando la asistencia está debidamente organizada, se pueden dar varios niveles, donde el soporte de nivel 1 es el que está en contacto directo con el usuario y que soluciona las incidencias triviales, el soporte nivel 2 daría asistencia al nivel que está por debajo y a este nivel llega la información algo filtrada, y así sucesivamente.
La asistencia técnica está a menudo subdividida en capas o niveles para que así pueda atender de una forma más eficaz y eficiente a una base de negocio o clientes. El número de niveles en los que una empresa organiza su grupo de soporte depende fundamentalmente de las necesidades del negocio, de los objetivos o de la voluntad ya que conllevará la habilidad para servir de forma suficiente a sus clientes o usuarios.
El motivo que justifica prestar un servicio de asistencia a través de un sistema multinivel en lugar de un grupo general de soporte es proporcionar el mejor servicio posible de la forma más eficiente. El éxito de la estructura organizativa depende enormemente de la capacidad del equipo técnico de comprender su nivel de responsabilidad y compromiso, sus compromisos de tiempo de respuesta al cliente y del momento y forma en la que resulta apropiado escalar una incidencia y hacia qué nivel.
La estructura más generalizada de servicio de asistencia multinivel se conforma sobre tres niveles de soporte.

### Soporte de nivel 1 (N1)
Este es el nivel de asistencia inicial, responsable de las incidencias básicas del cliente. Es sinónimo de asistencia de primera línea, soporte de nivel uno, soporte de front end, línea 1 de soporte y otras múltiples denominaciones referentes a las funciones de la asistencia de nivel técnico básico. El principal trabajo de un especialista de nivel 1 es reunir toda la información del cliente y determinar la prioridad de la incidencia mediante el análisis de los síntomas y la determinación del problema subyacente.
Cuando se analizan los síntomas, es importante para el técnico identificar qué es lo que el cliente está intentando llevar a cabo de forma que no se pierda tiempo «intentando resolver un síntoma en lugar de un problema». Una vez que se ha logrado identificar el problema subyacente, el especialista puede comenzar a prestar la verdadera asistencia iterando de forma ordenada sobre el catálogo de posibles soluciones disponibles. Los especialistas de asistencia técnica en este grupo habitualmente manejan problemas de fácil resolución, «posiblemente haciendo uso de algún tipo de herramienta de gestión del conocimiento». Esto incluye métodos de resolución de problemas como la verificación de incidencias en las líneas físicas de comunicación, resolución de problemas de usuario y contraseña, instalación/reinstalación básica de aplicaciones software, verificación de la configuración apropiada de hardware y software, y asistencia mediante la navegación de menús de aplicación. El personal a este nivel tiene un conocimiento entre básico y general del producto o servicio y no siempre ha de tener la competencia necesaria para resolver problemas complejos. No en vano, el objetivo de este grupo es manejar entre el 70 y el 80 % de los problemas del usuario antes de concluir en la necesidad de elevar la incidencia a un nivel superior.
En otros sectores (como la banca, tarjetas de crédito, telefonía móvil, etc.) la asistencia de primer nivel es gestionada por centros de llamadas que operan en horarios extensos (o 24x7) y actúan como punto de entrada inicial de todas las peticiones de los usuarios y, en el caso de que sea necesario, se encargan de la creación de la incidencia para notificar a otras unidades/equipos de negocio que se encarguen de atender las peticiones del usuario (proporcionar un nuevo pin, bloquear tarjetas de crédito robadas, móviles, etc.).
En algunos sectores, el soporte de primer nivel en realidad requiere muy buen conocimiento de los productos y de los términos y  condiciones ofrecidas por el negocio más allá de los conocimientos técnicos propiamente dichos.

### Soporte de nivel 2 (N2)
Está basado especialmente en los grupos de ayuda telefónica, donde sus integrantes asisten teniendo en cuenta áreas del conocimiento más especializadas en el área computacional. De esta manera se deduce que el soporte de segundo nivel lo realizan personas especializadas en redes de comunicación, sistemas de información, sistemas operativos, bases de datos, entre otras.
Este nivel tiene por lo menos un año de experiencia en el área de asistencia y cuenta con los conocimientos de nivel 1, con conocimientos de recuperación de información a nivel de software, manejo de paquetería de oficina a nivel básico y configuración de redes inalámbricas y cableadas en grupos de trabajo.
Actualmente se usan manuales o guías donde se muestran los pasos que el usuario debe seguir para resolver dicho problema en caso de no llegar a la solución.

### Soporte de nivel 3 (N3)
Soporte de back end denota los métodos de solución a nivel de experto y análisis avanzado. Los técnicos asignados a este nivel son expertos y son responsables, no solo para ayudar al personal de los otros niveles 1 y 2 sino también para investigación y desarrollo de soluciones a los problemas nuevos o desconocidos. Tenga en cuenta que los técnicos de nivel 3 tienen la misma responsabilidad que los de nivel 2 en la revisión del trabajo y evaluar el tiempo establecido con el cliente para asignar prioridades.
En este nivel se debe determinar:
- Si se puede o no resolver el problema.
- Si para resolver el problema requiere información adicional.
- Disponer de tiempo suficiente.
- Encontrar la mejor solución a los problemas.

### Soporte de nivel 4 (N4)
Cuenta con los conocimientos de nivel 1, 2 y 3. Si bien no se utiliza universalmente, un cuarto nivel representa a menudo un nivel que trasciende a la organización. El nivel 4 es generalmente un proveedor de hardware o software. Dentro de un sistema de gestión de incidencias corporativa, es importante continuar el seguimiento de incidentes, y el acuerdo de nivel de servicio puede tener disposiciones específicas para ello. Dentro de una organización de la producción, el cuarto nivel también podría representar la investigación y desarrollo. Cuenta con conocimientos a nivel del fabricante del producto.

## Cobertura de la asistencia
La asistencia técnica puede variar dependiendo del rango de posibilidades. Algunas cosas que no son soportadas en los niveles bajos de soporte pueden ser soportadas en los altos niveles; por ejemplo, las preguntas directas pueden ser llevadas a cabo a través de mensajes SMS o fax; los problemas de software básicos pueden ser resueltos por teléfono, mientras que los problemas de hardware son por lo general tratados en persona.

## Coste de la asistencia técnica
El coste de la asistencia varía mucho entre empresas y servicios. Algunas compañías ofrecen asistencia gratuita limitada cuando se compra su hardware o software; otros cobran por el servicio de asistencia telefónica, salas de charla, correo electrónico y algunos ofrecen contratos de asistencia técnica.